# Buurtsdijk
Buurtsdijk est un hameau situé dans la commune néerlandaise d'Amersfoort, dans la province d'Utrecht.